# Mandarin Oriental

Das Logo der Kette

Die Mandarin Oriental Hotel Group, kurz Mandarin Oriental, ist eine Hotelkette mit Hauptsitz in Hongkong, das knapp 40 luxuriöse Häuser der 5-Sterne-Kategorie betreibt. Sie ist ein Tochterunternehmen der Jardine Matheson Group. Ihr Portfolio umfasst Hotels in Asien, Europa, dem Nahen Osten, Afrika und Amerika. 
Das Design der Mandarin Oriental Gruppe kombiniert Luxus des 21. Jahrhunderts mit traditionellen orientalischen Elementen.

## Unternehmen
Die Gruppe entstand mit der Eröffnung des Mandarin, Hongkong im Jahr 1963. Mit dem Erwerb eines 49-prozentigen Anteils am Oriental, Bangkok im Jahr 1974 baute das Unternehmen seine Hotelbeteiligungen aus.
1985 führte das Unternehmen eine betriebliche Neustrukturierung durch, im Zuge derer die beiden Häuser unter dem übergeordneten Firmennamen Mandarin Oriental Hotel Group zusammengeführt wurden. Zwei Jahre später, 1987, ging die Gesellschaft unter dem Namen Mandarin Oriental International Limited mit einem Nettovermögen von 277 Millionen US-Dollar (~ 233 Millionen Euro) als Aktiengesellschaft den Schritt an die Hongkonger Börse.
Die Mandarin Oriental International Limited ist amtlich auf den Bermudas eingetragen und in London, Singapur und auf den Bermudas an den Börsen notiert. Von ihrem Hauptsitz in Hongkong leitet sie sämtliche Aktivitäten. Die Mandarin Oriental Hotel Group ist Eigentümerin und Betreiber von Hotels, Luxusresorts und Wohnungsresidenzen. Sie wuchs von einer asiatischen Hotelgruppe zu einer globalen Marke und betreibt oder entwickelt knapp 40 Hotels mit über 11.000 Hotelzimmern in 25 Ländern, darunter 15 in Asien, 5 in Amerika und 12 in Europa, dem Nahen Osten und Nordafrika. Des Weiteren zählen 13 „Residences at Mandarin Oriental“, die jeweils mit den Hotelgrundstücken verbunden sind, zu dem Portfolio der Hotelgruppe bzw. sind in der Entwicklungsphase.
Am 9. Februar 2009 kam es im Neubau des Television Cultural Center in Peking, in dem auch ein neues Mandarin Oriental entstehen sollte, durch Feuerwerkskörper zu einem Brand. Das kurz vor der Eröffnung stehende, 44 Stockwerke hohe Gebäude konnte nicht mehr gerettet werden und brannte vollkommen aus, allerdings ohne einzustürzen.
Das Mandarin Oriental in Las Vegas (seit August 2018) und Atlanta (seit Dezember 2018) gehören mittlerweile zu Waldorf Astoria.

## Standorte

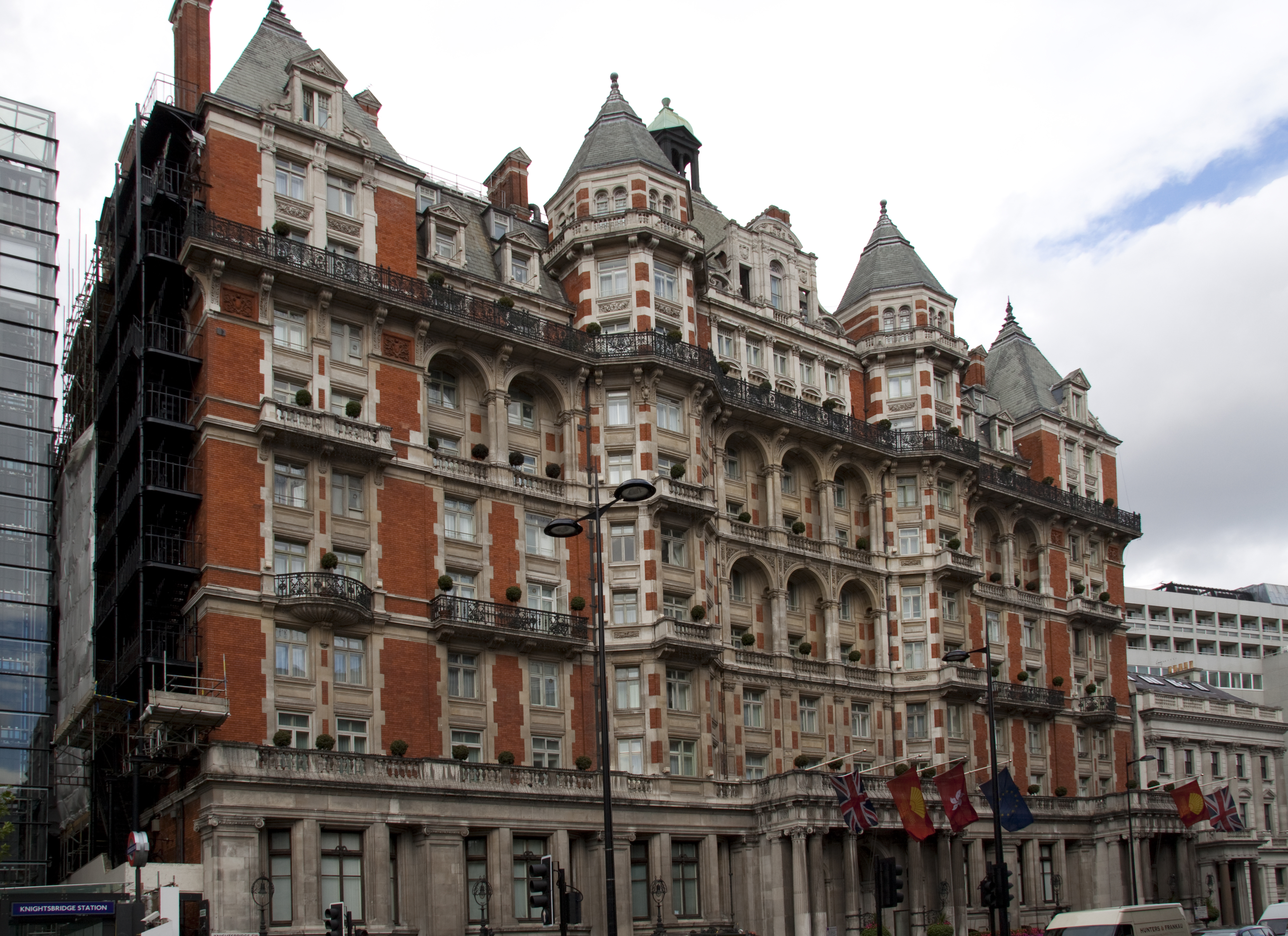
Das Mandarin Oriental in London

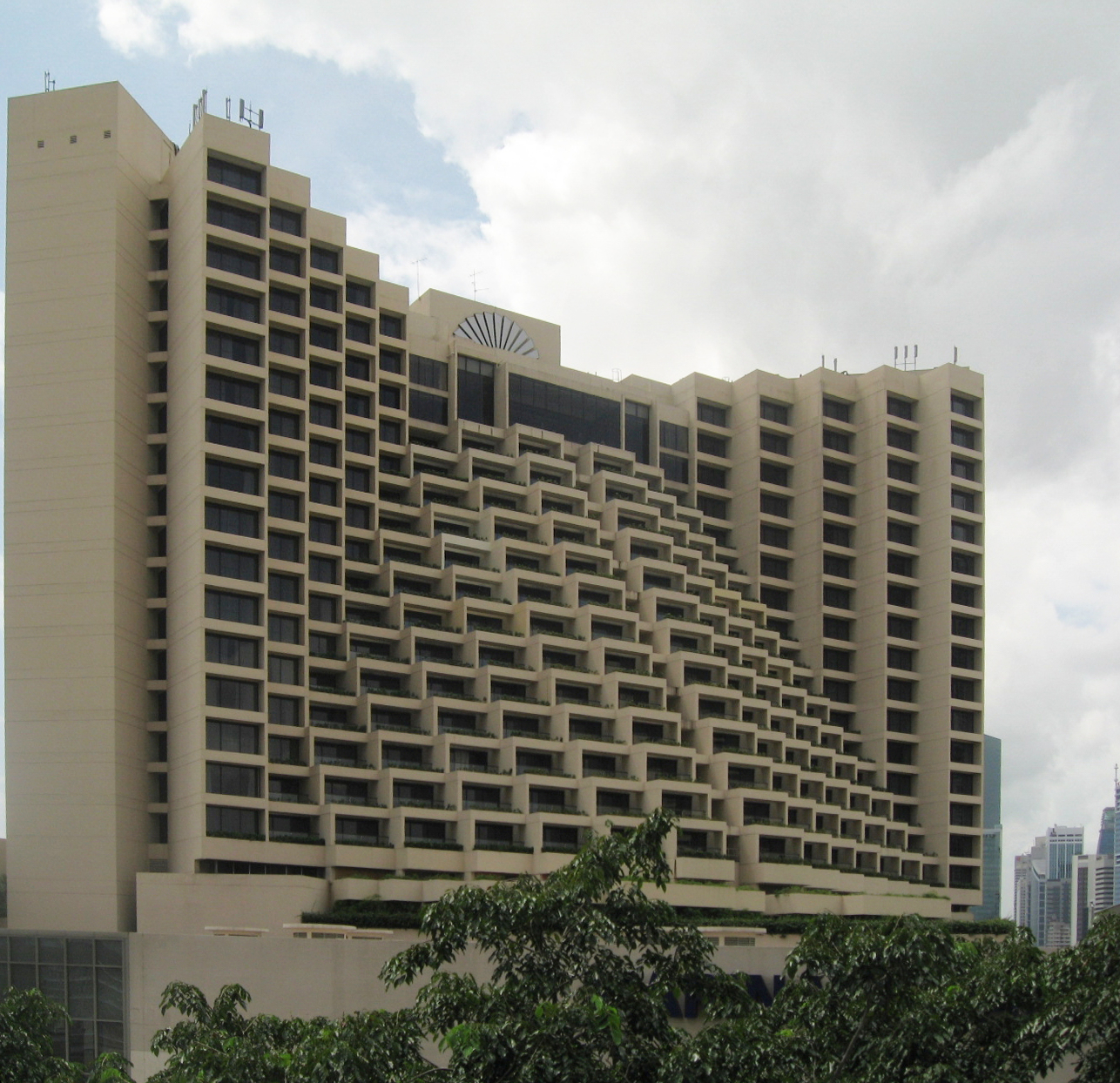
Das Mandarin Oriental in Singapur

Im April 2022 betrieb das Unternehmen 36 Häuser in Asien, Europa und Nordamerika. Im deutschsprachigen Raum ist Mandarin Oriental in München, Genf, Luzern und Zürich vertreten. Das Eröffnung des Mandarin Oriental Costa Navarino in Griechenland ist für den 15. August 2023 geplant. Für 2027 ist ein Haus nahe Athen vorgesehen.

### Europa

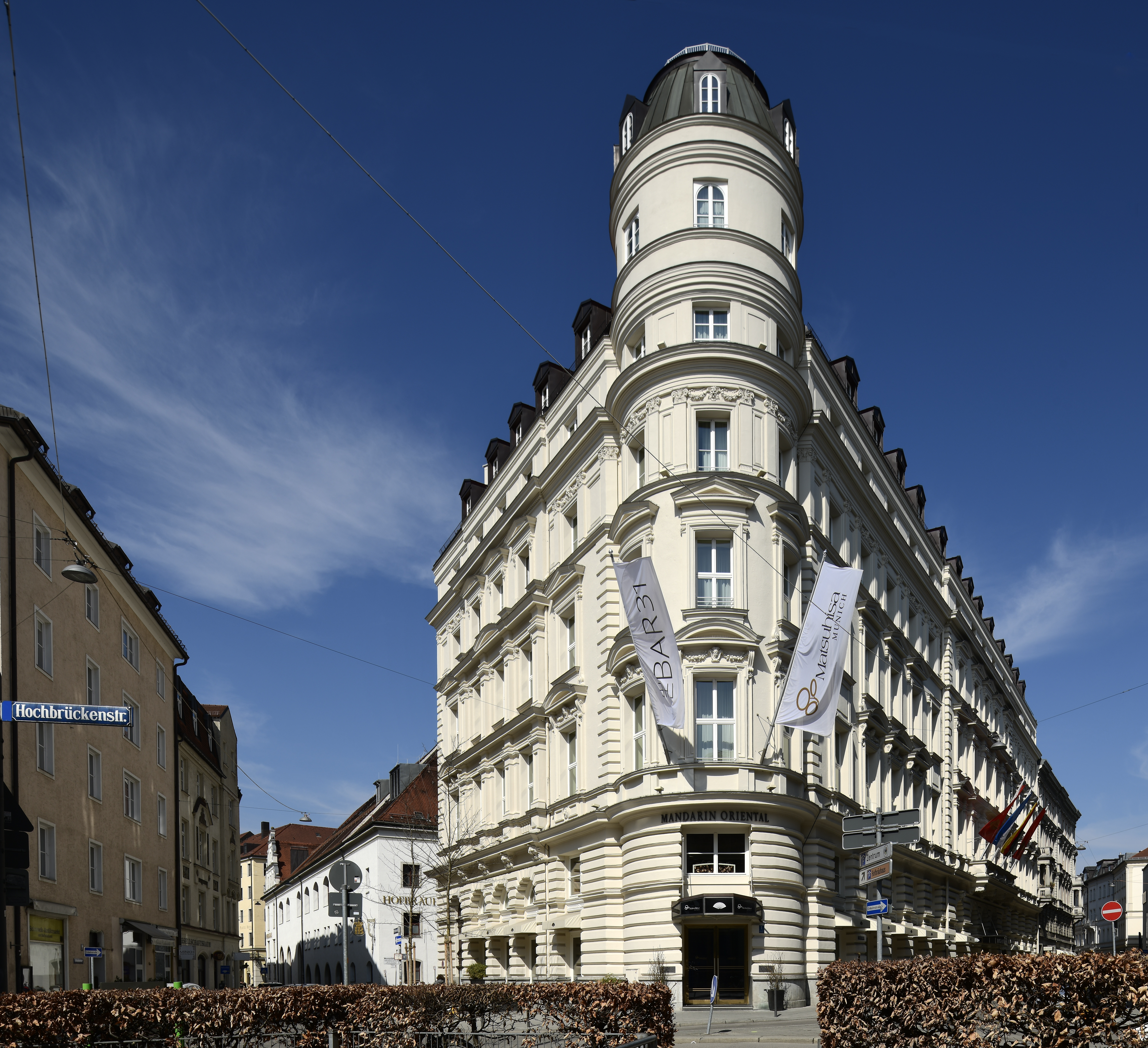
Hotel in München: Repräsentativer, langgestreckter Neurenaissance-Eckbau, um 1875/80 von Johann Kilian Stützel; mit Rest der historischen Stadtmauer von 1285 bis 1337

- Deutschland: München (siehe Neuturmstraße 1)[8]
- Schweiz: Genf,[9] Luzern (Palace),[10] Zürich (Savoy)[11]
- Frankreich: Paris[12]
- Italien: Mailand,[13] Comer See[14]
- Vereinigtes Königreich: London[15]
- Spanien: Barcelona,[16] Madrid[17]
- Tschechien: Prag[18]
- Türkei: Bodrum,[19] Istanbul[20]

### Nordamerika
- Vereinigte Staaten: Boston,[21] New York City[22] und Miami[23]

### Asien
- Volksrepublik China: Peking,[24] Guangzhou,[25] Hongkong (zwei Hotels),[26] Macau,[27] Sanya[28] und Shanghai[29]
- Taiwan: Taipeh[30]
- Indonesien: Jakarta[31]
- Japan: Tokio[32]
- Malaysia: Kuala Lumpur[33]
- Singapur[34]
- Thailand: Bangkok[35]

### Levante, Mittlerer & Naher Osten
- Katar: Doha[36]
- Saudi-Arabien: Riad[37]
- Vereinigte Arabische Emirate: Abu Dhabi & Dubai[38]

### Afrika
- Marokko: Marrakesch[39]

### Karibik & Südamerika
- Chile: Santiago de Chile[40]
- St. Vincent und die Grenadinen: Canouan[41]

## Auszeichnungen
- World Hotel Award 2007 – Mandarin Oriental Prague[42]
- Tatler: 101 Best Hotels of the World 2007 – Mandarin Oriental Prague
- Global Traveler Awards 2007 – Mandarin Oriental New York